# 꽃피는 봄이 오면 (영화)
"꽃피는 봄이 오면"(영어: Springtime)은 2004년에 개봉한 대한민국의 영화이다.

## 줄거리
트럼펫 연주자 현우에게 삶은 영원히 겨울에 갇혀 있는 듯하다. 절망에 빠진 현우는 멀리 떨어진 도계 마을의 작은 중학교에서 어린이 관악단을 가르치는 직책에 지원한다. 낡은 악기, 빛바랜 트로피, 해진 증명서들은 이 오합지졸 그룹의 열악한 상황을 증명한다. 이는 현우가 학생들과 함께 불가능해 보이는 도전을 하게 만든다.

## 캐스팅
- 최민식 : 현우 역
- 김호정 : 연희 역
- 장신영 : 수연 역
- 윤여정 : 엄마 역
- 김영옥 : 재일 할머니 역
- 장현성 : 경수 역
- 김강우 : 주호 역
- 최일화 : 용석 아버지 역
- 김동영 : 용석 역
- 이재응 : 재일 역
- 변창석 : 악장 역
- 양현봉 : 심벌즈 역
- 김춘기 : 캬바레 사장 역
- 엄효섭 : 당직 선생 역
- 이동진 : 웨이터 역
- 김정석 : 젊은 광부 역
- 김용재 : 앞차 남 역
- 이민아 : 앞차 여 역
- 박소윤 : 병원직원 역